# Егрет
Петар Пупић (Панчево, 1987), познатији као Егрет, српски је музичар и продуцент.
Основно музичко образовање стиче у нижој музичкој школи „Јован Бандур“, од детињства свира виолину. Дипломирао је на Берклију у Бостону. Као продуцент, композитор музике, аранжер и инструменталиста, радио је на песмама за друге музичаре као што су Буч Кесиди, Љубичице, Ива Лоренс.
Песма Knot му доноси 1. место на регионалном такмичењу кантаутора "Поезика" у Новом Саду 2017. године. Године 2023. учествује на такмичењу Песма за Евровизију '23, али му за једно место измиче финале.

## Дискографија

### Албуми
- ЕП: Silent Turns (2022)

### Синглови
- Knot (2017)
- My Isle (2018)
- Ако схватим касно (2023)